# Rhamnus pyreilus
Rhamnus pyreilus är en brakvedsväxtart som beskrevs av Otto Karl Anton Schwarz. Rhamnus pyreilus ingår i släktet getaplar, och familjen brakvedsväxter. Inga underarter finns listade i Catalogue of Life.